# نانسي إليزابيث
نانسي إليزابيث (بالإنجليزية: Nancy Elizabeth)‏ هي مغنية مؤلفة ومغنية وعازفة قيثارة بريطانية، ولدت في 5 ديسمبر 1983.

## وصلات خارجية
- الموقع الرسمي
- نانسي إليزابيث على موقع ميوزك برينز (الإنجليزية)
- نانسي إليزابيث على موقع أول ميوزيك (الإنجليزية)
- نانسي إليزابيث على موقع ديسكوغز (الإنجليزية)